# 2. Liga interregional
Die 2. Liga interregional (oft als 2. Liga inter bezeichnet) ist die fünfthöchste Spielklasse im Schweizer Fussball. Die 2. Liga interregional besteht seit der Saison 2025/26 aus fünf Gruppen zu je 14 Teams, die Aufteilung erfolgt nach reisetechnischen, geographischen und sportlichen Kriterien.

## Geschichte
Seit der Saison 2000/01 ist die ehemals viertklassige 2. Liga aufgeteilt in «2. Liga interregional» und «2. Liga». Seit der Aufteilung der 1. Liga 2012 in Promotion League und 1. Liga Classic ist die 2. Liga interregional fünftklassig und die 2. Liga sechstklassig.
Die Gruppensieger steigen am Ende jeder Saison in die 1. Liga auf, die Mannschaften auf den Rängen 12–14 jeder Gruppe steigen in die 2. Liga ab.
Die Saison 2019/20 wurde aufgrund der COVID-19-Pandemie am 30. April 2020 ohne Meister, Auf- und Absteiger abgebrochen.
Bis zur Saison 2021/22 gab es in der 2. Liga inter sechs Gruppen zu 14 Teams. Im November 2021 beschloss der Verbandsrat eine Verkleinerung der Liga auf vier Gruppen zu je 16 Teams ab Saison 2023/24. In der Übergangssaison 2022/23 gab es vier Gruppen zu je 15 Teams und eine Gruppe zu 16 Teams. Am 1. Juli 2022 wurden die entsprechenden Ausführungsbestimmungen veröffentlicht.

## Frühere Bezeichnungen
- 1930–1944: Serie B
- 1944–2000: 2. Liga
- seit 2000: 2. Liga interregional